# Zong Pu
Pour les articles homonymes, voir Zong (homonymie).
Dans ce nom chinois, le nom de famille, Zong, précède le nom personnel.
Zong Pu (chinois 宗璞), née le 26 juillet 1928 à Pékin, est une écrivaine chinois. Elle a reçu en 2005 le prix littéraire Mao Dun.

## Biographie
Zong Pu est la fille du philosophe Feng Youlan. Elle commence sa carrière littéraire dans les années 1950. Elle ne publie rien entre 1963 et 1978. Sa nouvelle Qui suis-je ? parue en 1979 fait partie de la littérature des cicatrices.

## Liste des œuvres
- 1957 : Hong dou, nouvelle
- 1978 : Xuanshang de meng (Le Rêve de l'archet), nouvelle
- 1979 : Wo shi shui ? (Qui suis-je ?), nouvelle
- 1980 : Lulu (Loulou), nouvelle
- 1980 : Gua ju (La Coquille)
- 2001 : Dong Cang Ji, roman

## Traductions
- « Qui suis-je ? », trad. Catherine Gipoulon, Europe, no  672, avril 1985
- (en) Lulu, trad. Taylor Brady, Haiyan Lee et Sylvia Yang, Modern Chinese Literature and Culture Resource Center, Ohio State University, 2013 [lire en ligne]

## Prix
- 2005 : prix littéraire Mao Dun, pour Dong Cang Ji[2]